# Vrak (Museum)
Das Wrackmuseum Vrak – Museum of Wrecks (Eigenschreibung) ist ein Museum für Unterwasserarchäologie in Stockholm, Schweden. Es wurde im Jahr 2021 eröffnet und befindet sich auf der Insel Djurgården.

## Hintergrund und Konzept
Aufgrund der besonderen naturräumlichen Bedingungen und der wechselhaften Geschichte der Ostsee gibt es im Gebiet mehr als 100 sehr gut erhaltene Wracks und andere Überreste aus verschiedenen Zeitabschnitten. Die einzigartige Kombination von Brackwasser, Kälte, Dunkelheit und niedrigem Sauerstoffgehalt in der Ostsee ermöglicht es, dass unterschiedliche Materialien, sogar Holz, in sehr gutem  Zustand erhalten werden. In den letzten Jahren haben technologische Entwicklungen und moderne archäologische Forschungen dazu beigetragen, das Wissen über dieses kulturelle Erbe deutlich zu erweitern.
Das Wrackmuseum vermittelt mit gehobenen Objekten und digitaler Technologie Wissen um diese Funde. Wracks, die aus konservatorischen Gründen auf dem Meeresgrund verbleiben, werden virtuell präsentiert. Das Museum veranstaltet Führungen auf Djurgården und präsentiert regelmäßig neue Forschungsergebnisse.

## Geschichte

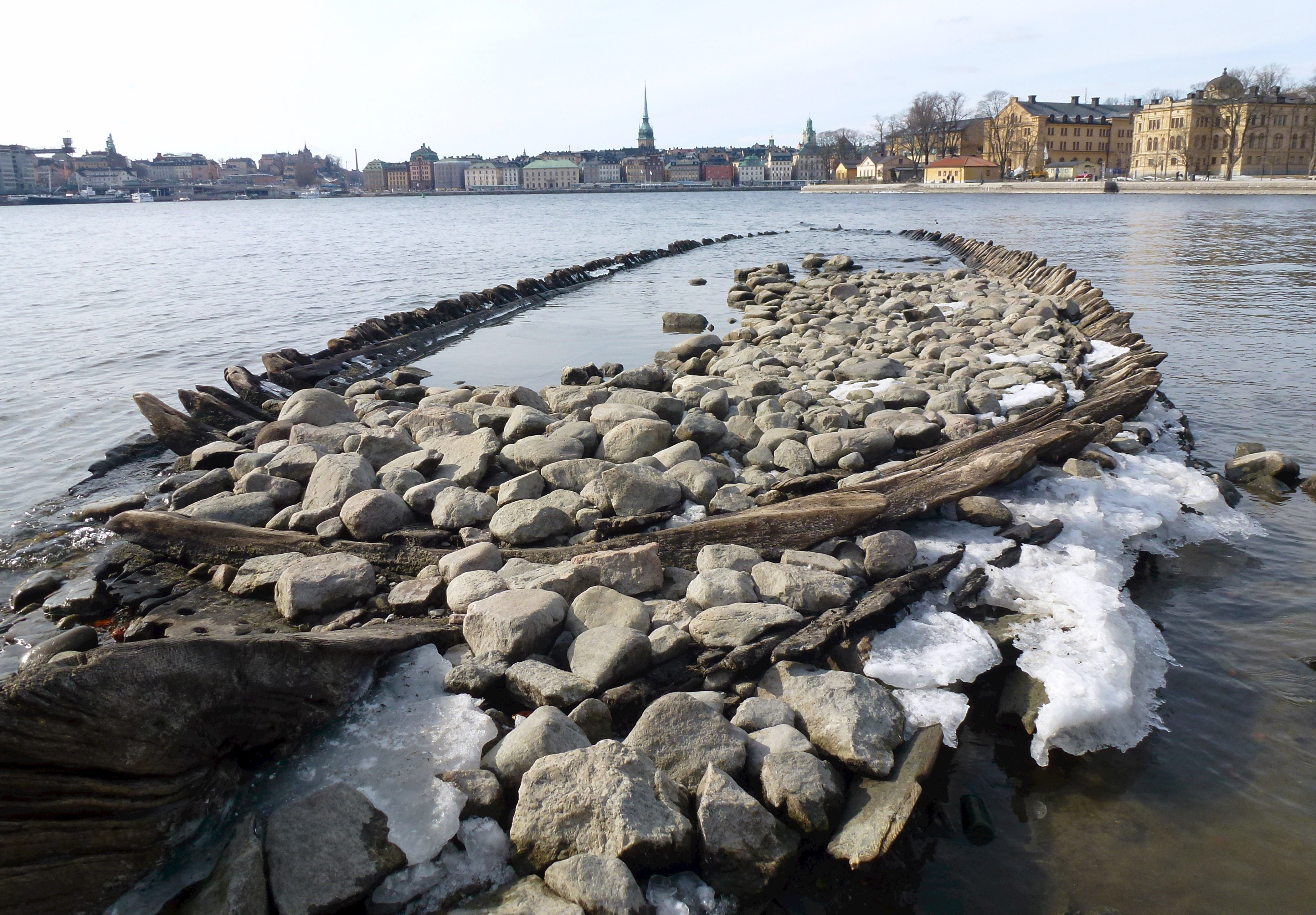
Wrack vor Kastellholmen, Stockholm (2013)

Auf der Insel Djurgården befand sich bis 1969 ein Teil der Marinewerft. Galärvarvet wurde nach 1722 als Galeerenwerft für die Schärenflotte aufgebaut. In einem in den 1750er Jahren errichteten denkmalgeschützten Bootshaus zog 2012 das Spritmuseum ein.
In einem Trockendock wurde die 1628 gesunkene Vasa von 1961 bis 1988 konserviert. Das provisorische Gebäude der Vasa-Werft  (schwedisch Wasavarvet) wurde nach 1987 durch das Vasa-Museum (Vasamuseet) ersetzt, das am 15. Juni 1990 eröffnet wurde. Im 1936 erbauten Dyktankhuset wird seit 1999 eine Gemeinschaftsausstellung zur Geschichte des Tauchens gezeigt.
An der Westseite von Djurgården befinden sich zwei Bootshäuser, die Paul Hedqvist 1941 entworfen hat. In der Båthall 2 zeigte das Seehistorische Museum Teile einer der größten historischen Bootsammlungen Europas mit etwa 50 Fahrzeugen vom 15. bis ins 20. Jahrhundert. An einem Anleger vor dem Vasa-Museum befinden sich die zum Seehistorische Museum gehörenden Museumsschiffe Sankt Erik, ein Eisbrecher von 1915, das Feuerschiff Finngrundet 1903 und eine Reihe kleinerer Boote. 
In der Båthall 1 wurde 2017 die Dauerausstellung „Vikingaliv – The Viking Museum“ eröffnet. Um einen Standort für das Wrackmuseum zu schaffen, zogen die Boote aus der Båthall 2 2018 nach Rindö um. Nach der Übernahme des Eisenbahnmuseums Järnvägsmuseet änderte sich 2019 der Name des Trägers in Statens maritima och transporthistoriska museer (SMTM, Staatliche Maritime und Transportgeschichtliche Museen).

## Schwestermuseen des SMTM
- Vasa-Museum (Vasamuseet)

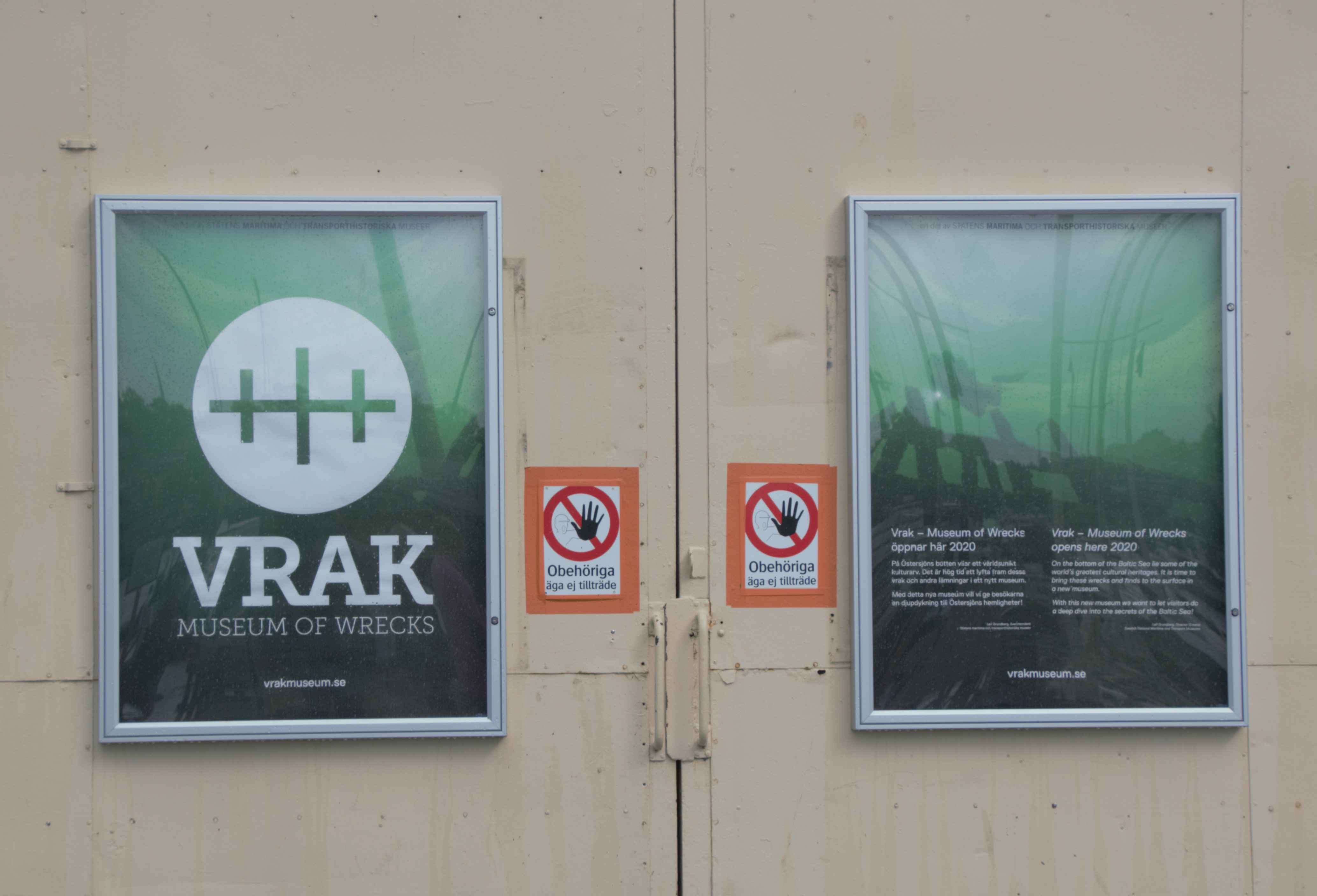
Plakate des Museums

- Seehistorisches Museum (Sjöhistoriska)
- Marinemuseum Karlskrona (Marinmuseum Karlskrona)
- Eisenbahnmuseum (Järnvägsmuseet) in Gävle